# El Mirador (Cervera)
El Mirador és una muntanya de 524 metres que es troba al municipi de Cervera, a la comarca catalana de la Segarra.